# Умео (футбольний клуб)
Умео ФК (швед. Umeå Fotbollclub) — шведський футбольний клуб представляє однойменне місто.

## Історія
Заснований 20 листопада 1987 року після об'єднання двох клубів із цього міста «Теґс» СК і «Сандокернс» СК.
Провів 1 сезон в Аллсвенскан (1996): зіграв 26 матчів, у яких здобув 8 перемог, 6 нічиїх і 12 поразок, різниця м'ячів 35-45.
У сезоні 2020 року виступає в Супереттан (2-й лізі Швеції).

## Досягнення
Аллсвенскан:
- 11-е місце (1): 1996

## Сезони в чемпіонаті Швеції
| Сезон | Рівень | Ліга        | Підгрупа | Місце | Примітки                           |
| ----- | ------ | ----------- | -------- | ----- | ---------------------------------- |
| 1993  | 2      | Дивізіон 1  | Північ   | 7     |                                    |
| 1994  | 2      | Дивізіон 1  | Північ   | 2     |                                    |
| 1995  | 2      | Дивізіон 1  | Північ   | 1     | Підвищився                         |
| 1996  | 1      | Аллсвенскан |          | 11    | Вибув                              |
| 1997  | 2      | Дивізіон 1  | Північ   | 3     |                                    |
| 1998  | 2      | Дивізіон 1  | Північ   | 2     |                                    |
| 1999  | 2      | Дивізіон 1  | Північ   | 7     |                                    |
| 2000  | 2      | Супереттан  |          | 13    |                                    |
| 2001  | 2      | Супереттан  |          | 15    | Вибув                              |
| 2002  | 3      | Дивізіон 2  | Норрланд | 2     |                                    |
| 2003  | 3      | Дивізіон 2  | Норрланд | 4     |                                    |
| 2004  | 3      | Дивізіон 2  | Норрланд | 1     |                                    |
| 2005  | 3      | Дивізіон 2  | Норрланд | 1     | Підвищився                         |
| 2006  | 2      | Супереттан  |          | 16    | Вибув                              |
| 2007  | 3      | Дивізіон 1  | Північ   | 8     |                                    |
| 2008  | 3      | Дивізіон 1  | Північ   | 5     |                                    |
| 2009  | 3      | Дивізіон 1  | Північ   | 4     |                                    |
| 2010  | 3      | Дивізіон 1  | Північ   | 7     |                                    |
| 2011  | 3      | Дивізіон 1  | Північ   | 1     | Підвищився                         |
| 2012  | 2      | Супереттан  |          | 16    | Вибув                              |
| 2013  | 3      | Дивізіон 1  | Північ   | 6     |                                    |
| 2014  | 3      | Дивізіон 1  | Північ   | 9     |                                    |
| 2015  | 3      | Дивізіон 1  | Північ   | 5     |                                    |
| 2016  | 3      | Дивізіон 1  | Північ   | 8     |                                    |
| 2017  | 3      | Дивізіон 1  | Північ   | 5     |                                    |
| 2018  | 3      | Дивізіон 1  | Північ   | 5     |                                    |
| 2019  | 3      | Дивізіон 1  | Північ   | 2     | Плей-оф на підвищення - Підвищився |
| 2020  | 2      | Супереттан  |          | 15    | Вибув                              |
| 2021  | 3      | Еттан       | Північ   | 5     |                                    |
| 2022  | 3      | Еттан       | Північ   | 12    |                                    |
| 2023  | 3      | Еттан       | Північ   | 10    |                                    |
| 2024  | 3      | Еттан       | Північ   |       |                                    |

## Відомі гравці
- Іван Трубочкін